# アンジェロ・ペルッツィ

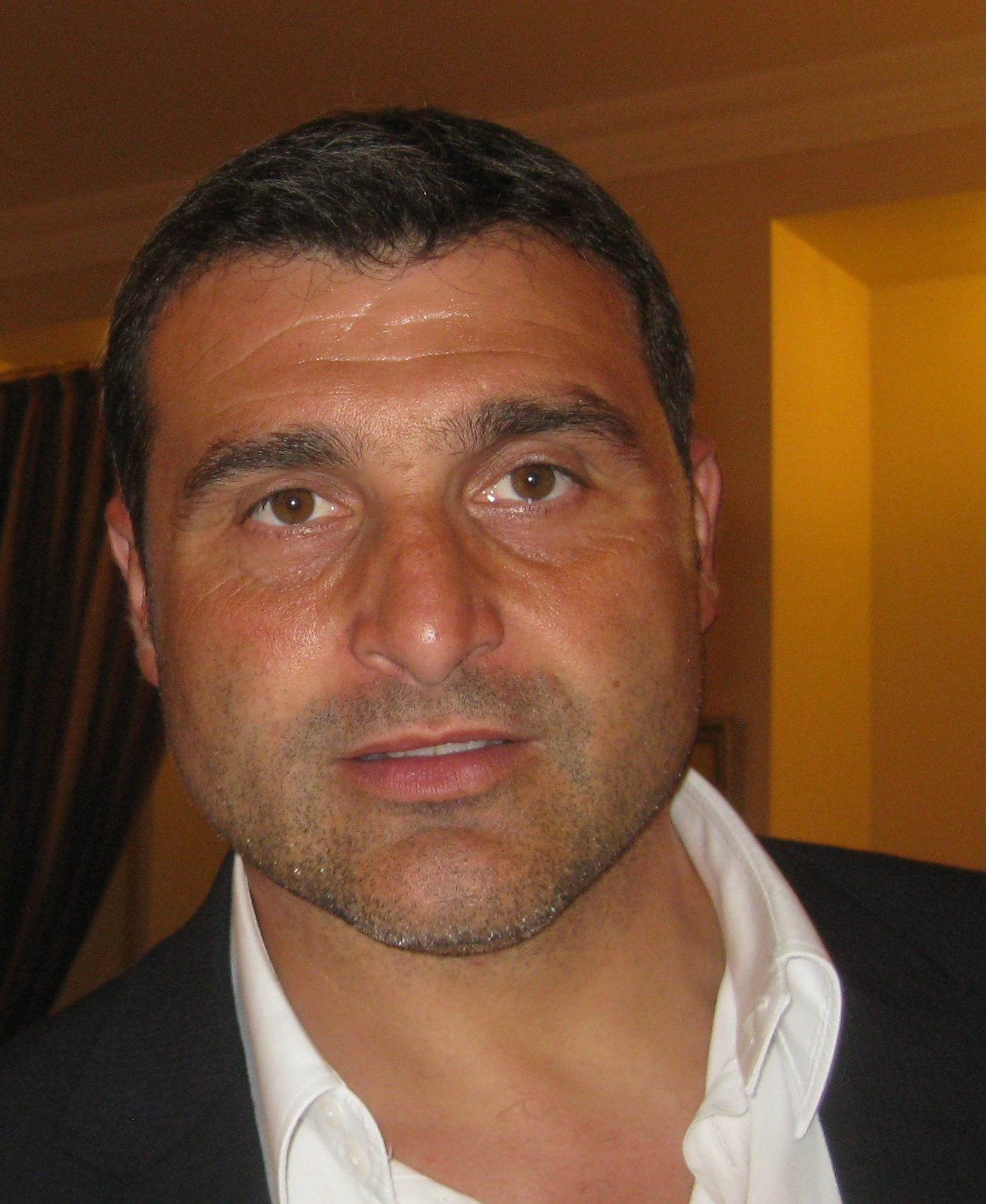
アンジェロ・ペルッツィ

アンジェロ・ペルッツィ（Angelo Peruzzi, 1970年2月16日 - ）は、イタリア・ヴィテルボ出身の元同国代表サッカー選手。ポジションはGK。

## 来歴

### クラブ
1987年にASローマでデビューした。1989年にヴェローナに貸し出され、シーズンを通じて良いプレー振りであったことから、1年でローマに複帰したが、ドーピング違反で1年間出場停止処分を受けた。1991年ユヴェントスに控えGKとして加入、1シーズン後、これまで長年チームのレギュラーGKを務めていたステファノ・タッコーニの移籍により、レギュラーポジションを確保した。1994-95シーズンのリーグ制覇 、翌シーズンのUEFAチャンピオンズリーグ決勝のアヤックス戦では延長PK戦で相手のキック2本を止め、優勝の立役者となった。翌シーズンにはトヨタカップを制覇するなどに数々のタイトル獲得に貢献した。1999年にユヴェントスを退団。
ユヴェントス時代の監督であるマルチェロ・リッピがインテルの監督に就任するとインテルへと移籍した。
その後は引退までの7シーズン、ラツィオでプレー、2007年4月29日に行われたASローマとのローマダービーの後、指の骨折のためシーズン終了を待たずに現役を引退することを発表した。引退後は、サンプドリアのアシスタントコーチを務めた時期もあった。

### 代表
イタリア代表としては1995年3月25日のエストニア戦で代表デビュー。1998年W杯においては当初チェーザレ・マルディーニ監督の下、正GKとして招集される予定であったが、大会まで数日という中での怪我により、その座をパリュウカに譲った。
マルディーニの後任のディノ・ゾフ監督には殆ど起用されなかったが、その後、リッピが代表監督に就任すると出場機会を増やし、2006年W杯においては控えGKとして招集され、優勝メンバーとなった。

## 所属クラブ
- ASローマ 1986-1989, 1990-1991
- ACエラス・ヴェローナ 1989-1990
- ユヴェントスFC 1991-1999
- インテルナツィオナーレ・ミラノ 1999-2000
- SSラツィオ 2000-2007

## 代表歴

### 出場大会
- イタリア代表
  - 2006 FIFAワールドカップ

### 試合数
- 国際Aマッチ 30試合 0得点（1995年-2005年）[6]

| イタリア代表 | 国際Aマッチ | 国際Aマッチ |
| 年           | 出場        | 得点        |
| ------------ | ----------- | ----------- |
| 1995         | 5           | 0           |
| 1996         | 6           | 0           |
| 1997         | 9           | 0           |
| 1998         | 4           | 0           |
| 1999         | 1           | 0           |
| 2000         | 0           | 0           |
| 2001         | 0           | 0           |
| 2002         | 0           | 0           |
| 2003         | 0           | 0           |
| 2004         | 1           | 0           |
| 2005         | 4           | 0           |
| 通算         | 30          | 0           |